# Polish Cup
La Polish Cup, nota anche come BNP Paribas Polish Cup per motivi di sponsorizzazione, è stato un torneo professionistico di tennis giocato su campi in terra rossa. Faceva parte dell'ATP Challenger Tour nella categoria Challenger 80. Si è giocata l'unica edizione nel 2021 al Legia Tenis & Golf di Varsavia, in Polonia.

## Albo d'oro

### Singolare
| Anno | Campione             | Finalista       | Punteggio |
| ---- | -------------------- | --------------- | --------- |
| 2021 | Camilo Ugo Carabelli | Nino Serdarušić | 6–4, 6–2  |

### Doppio
| Anno | Campioni                                    | Finalisti                           | Punteggio |
| ---- | ------------------------------------------- | ----------------------------------- | --------- |
| 2021 | Hans Hach Verdugo Miguel Ángel Reyes Varela | Vladyslav Manafov Piotr Matuszewski | 6–4, 6–4  |